# علی لک‌پوریان
علی لک پوریان (متولد ۸ فروردین ۱۳۴۹ در تهران) بازیگر و دستیار صحنه اهل ایران است. از سال ۱۳۹۴ که آخرین بازی‌اش در مجموعه (عطسه) بود، فعالیتی نداشت که بعد از ۶ سال در مسابقه رئالیتی شو جوکر حضور پیدا کرد.

## آثار

### سریال
| سال  | مجموعه                 | کارگردان         |
| ---- | ---------------------- | ---------------- |
| ۱۴۰۰ | جوکر                   | احسان علیخانی    |
| ۱۳۹۴ | عطسه                   | مهران مدیری      |
| ۱۳۹۴ | در حاشیه               | مهران مدیری      |
| ۱۳۹۲ | شوخی کردم              | مهران مدیری      |
| ۱۳۹۲ | گنج مظفر               | مهران مدیری      |
| ۱۳۹۱ | ویلای من               | مهران مدیری      |
| ۱۳۸۹ | قهوه تلخ               | مهران مدیری      |
| ۱۳۸۸ | مرد دوهزارچهره         | مهران مدیری      |
| ۱۳۸۷ | مرد هزارچهره           | مهران مدیری      |
| ۱۳۸۵ | باغ مظفر               | مهران مدیری      |
| ۱۳۸۴ | شبهای برره             | مهران مدیری      |
| ۱۳۸۲ | نقطه چین               | مهران مدیری      |
| ۱۳۸۰ | زیر آسمان شهر          | مهران غفوریان    |
| ۱۳۷۹ | در گذر لحظه‌ها          | علی اصغر نوری    |
| ۱۳۷۸ | سیمای دانش             |                  |
| ۱۳۷۸ | زمان شوریدگی           | محمدعلی نجفی     |
| ۱۳۷۸ | نیلوفرانه              | هوشنگ هدایتی     |
| ۱۳۷۸ | ایستگاه                | منوچهر عسگری نسب |
| ۱۳۷۸ | این چند نفر            | مهران غفوریان    |
| ۱۳۷۷ | بیست                   | محمد حسن زاده    |
| ۱۳۷۷ | از خواستگاری تا ازدواج | فرهاد اژدری      |

### فیلم‌ها
1. در به درها (۱۳۸۳)
2. سفر به فردا (۱۳۸۰)
3. مربای شیرین (۱۳۸۰)
4. نسل سوخته (۱۳۷۸)
5. هیوا (۱۳۷۷)

## از دانشگاه تا تئاتر
در دانشگاه با افرادی چون برزو ارجمند ، حامد بهداد و کامبیز دیرباز هم کلاسی بود تا اینکه بازیگری را با نمایش های دانشجویی شروع کرد.

## در قاب تلویزیون
سال ۱۳۸۰ یک قسمت در سریال «زیر آسمان شهر» و سال ۱۳۸۳ بعنوان بازیگر مهمان در سریال «نقطه چین» بازی کرد.
او در سال ۱۳۸۴ بازیگر مهمان سریال «شب های برره» بود تا اینکه سال ۱۳۸۵ اولین نقش بلند خود را در یک مجموعه با سریال «باغ مظفر» تجربه کرد.